# McLaren M28
A McLaren M28 egy Formula–1-es versenyautó, amit a McLaren tervezett és versenyeztetett az 1979-es Formula–1 világbajnokság első fele során. Pilótái John Watson és Patrick Tambay voltak.

## Áttekintés
A pocsékul sikerült 1978-as szezont követően James Hunt átigazolt a Walter Wolf Racing-hez. Az eredeti tervek szerint Ronnie Peterson ült volna be a helyére, de ő az olasz nagydíjon halálos balesetet szenvedett. Kevés pilóta volt már csak elérhető, ezért a McLaren végül John Watson mellett tette le a voksát.
Az M28-as kasztnija jóval nagyobb és tömzsibb volt, mint a korabeli autók, aminek következtében a végsebesség rossz volt. Először 1978 októberében vetették be egy teszten Watkins Glen-ben. Hamar kiderült, hogy a kasztni nem elég hatékony a szívóhatás (ground effect) kihasználása kapcsán, a tapadás rossz, ami miatt Watson egy katasztrófának nevezte az autót, Tambay pedig durvábban fogalmazva "szarkupacnak". Mivel a csapat nem volt megfelelően felkészülve a szívóhatással járó technológiai változásokra, ezért az is bebizonyosodott, hogy a váz nem elég merev. Watson szerint az autó menet közben meghajlott és csekély volt benne az ellenállás az erőhatásokkal szemben. A McLaren próbált valami megoldást találni, sikertelenül.
Gordon Coppuck tervező igyekezett az alumínium és méhsejt szerkezetű nomex felhasználásával készült monocoque-ot olyan keskenyre szabni, amennyire lehetett, hogy ezzel növelje a merevséget, miközben a padlólemezt pedig minél nagyobbra tervezte, hogy nagyobb legyen a leszorítóerő. Azonban az autónak az első része nagy légellenállással rendelkezett, aki lerontotta a teljesítményt. Teddy Mayer csapatfőnök maga is megdöbbent az autó versenyképtelenségén.
Az M28-ast áttervezték és Belgiumban bemutatták a B-variánst, nem sok sikerrel, mert most már az autó túlsúlyos és lassú is lett. Az elődmodell M26-os helyett azonban ezt preferálták addig, amíg meg nem terveznek egy jobban használhatót. Miután a riválisok a problémamegoldások helyett a folyamatos fejlesztésekre fordíthatták az erőiket, a McLaren villámgyorsan kikerült a bajnoki esélyesek közül. Meglepő módon azért rögtön a debütáló versenyén harmadik helyet ért el vele Watson.
Az autó a Marlboro cigaretta piros-fehér színeibe öltözött, kivéve a nyugat-amerikai nagydíjon, ahol rendhagyó módon a Löwenbrau sör kék színeit kapta meg.

## Eredmények
| Év   | Csapat                | Motor             | Gumik | Pilóták        | 1   | 2   | 3   | 4   | 5   | 6   | 7   | 8   | 9   | 10  | 11  | 12  | 13  | 14  | 15  | Pontok | Helyezés |
| ---- | --------------------- | ----------------- | ----- | -------------- | --- | --- | --- | --- | --- | --- | --- | --- | --- | --- | --- | --- | --- | --- | --- | ------ | -------- |
| 1979 | Marlboro Team McLaren | Ford Cosworth DFV | G     |                | ARG | BRA | RSA | USW | ESP | BEL | MON | FRA | GBR | GER | AUT | NED | ITA | CAN | USA | 15*    | 7.       |
| 1979 | Marlboro Team McLaren | Ford Cosworth DFV | G     | John Watson    | 3   | 8   | KI  | KI  | KI  | 6   | 4   | 11  |     |     |     |     |     |     |     | 15*    | 7.       |
| 1979 | Marlboro Team McLaren | Ford Cosworth DFV | G     | Patrick Tambay | KI  |     | 10  | KI  | 13  |     | NK  | 10  | 7   |     |     |     |     |     |     | 15*    | 7.       |

* 7 pontot szereztek a McLaren M29-essel.